# International Plant Names Index
De International Plant Names Index (IPNI) is een database van botanische namen. De IPNI indexeert namen van zaadplanten, varens en de zogenaamde "fern allies". De dekking is niet volledig: op zijn best voor namen in de rangen van soort en genus. De IPNI geeft ook bijbehorende basale bibliografische informatie. Op deze manier geeft ze een sleutel tot de oorspronkelijke literatuur, en voorkomt veel overbodig zoekwerk. De IPNI is vrijelijk beschikbaar, met twee 'spiegel'-sites. Merk op dat IPNI namen indexeert "zoals gepubliceerd": in zekere mate worden namen wel op spelling gecorrigeerd, maar het is geen lijst met correcte namen, die gebruiksklaar zouden zijn. 
Op de IPNI is bovendien de lijst te raadplegen van standaardafkortingen van auteurs van plantennamen, welke wordt aanbevolen door de ICBN. Deze lijst is ooit gepubliceerd als boek: Brummitt en Powells Authors of Plant Names, maar een digitale (en bijdetijdse) versie is online te raadplegen op de IPNI. 
De IPNI is het resultaat van een samenwerkingsverband tussen de Kew Gardens, de Harvard University Herbaria, en het Australian National Herbarium. 
Een vergelijkbaar project is de Index Fungorum, dat namen indiceert van zwammen.